# Christian Boehmer Anfinsen
Christian Boehmer Anfinsen (Monessen, Pensilvânia, 26 de março de 1916 — Randallstown, Maryland, 14 de maio de 1995) foi um químico estadunidense.
Foi agraciado com o Nobel de Química de 1972 (metade do prémio), juntamente com Stanford Moore e William H. Stein (um quarto do prémio cada um). O Nobel foi atribuído "pelo seu trabalho na ribonuclease, em especial sobre a ligação entre a sequência de aminoácidos e a conformação biológica activa".

## Vida

### Pessoal
Os pais de Christian B. Anfinsen, Christian Anfinsen Sr. e Sophie Rasmussen Anfinsen, eram emigrantes noruegueses. Parte da infância de Christian Anfinsen Jr. foi passada na pequena cidade de Charleroi na Pensilvânia. A família mudou-se para Filadélfia nos anos 20.
Em 1941 casou com Florence Bernice Kenenger, com quem teve três filhos. Divorciou-se em 1978 e casou em 1979 com Libby Esther Shulman Ely. No mesmo ano, converteu-se ao Judaísmo Ortodoxo. Morreu em 1995 de um ataque cardíaco.
Além do seu interesse pela ciência, Anfinsen tocava viola e piano e era apaixonado pela vela. Durante toda a sua vida, foi também um activista político.

### Graduação e início de carreira
Christian Anfinsen obteve o seu bacharelato no Swarthmore College em 1937, seguindo-se a sua graduação em Química Orgânica em 1939 pela Universidade da Pensilvânia. Em retrospectiva sobre os anos que passou em Swarthmore, Anfinsen comentou que "todos em Swarthmore eram génios excepto eu". Permaneceu entre 1939 e 1940 no Laboratório Carlsberg, em Copenhaga, com uma bolsa concedida pela American Scandinavian Foundation para investigar novos métodos analíticos de estrutura de proteínas. A Segunda Guerra Mundial obrigou Anfinser a regressar aos Estados Unidos em 1940. Seguiu então para Harvard, onde se doutorou em bioquímica em 1943 (com uma tese intitulada "Quantitative Histochemical Studies of the Retina") na Faculdade de Medicina de Harvard e onde permaneceu nos sete anos seguintes como professor de Química Biológica. Durante este tempo, o seu interesse científico passou do conhecimento dos processos metabólicos em tecidos para a compreensão dos processos bioquímicos a nível molecular, e Anfinsen interessou-se cada vez mais por proteínas. Entre 1947 e 1948 colaborou com Hugo Theorell no Medical Nobel Institute (no Instituto Karolinska), com apoio financeiro da American Cancer Society (Sociedade Americana do Cancro).

### Década de 1950
Em 1950 torna-se chefe do laboratório de Fisiologia Celular e Metabolismo no National Heart Institute dos National Institutes of Health (NIH) a convite de James Shannon, director associado de investigação no National Heart Institute. Neste período, começou a interessar-se pela relação entre a estrutura e a função das enzimas. Usando a ribonuclease como modelo, demonstrou que a estrutura terciária de uma proteína depende da sua sequência de aminoácidos, ou seja, que a composição química da proteína determina o seu enrolamento tridimensional (folding). Numa época em que o interesse pelo ADN era enorme, após a descoberta da sua estrutura por Francis Crick e James Watson, Anfinsen sentiu que o seu trabalho, e o campo da química de proteínas em geral, não estava a merecer a atenção que era devida pela comunidade científica.
Volta ao Laboratório Carlsberg por um ano em 1954, numa colaboração com Kaj Linderstrøm-Lang patrocinada pela Fundação Rockefeller. Permaneceu no Instituto de Ciência Weizmann em Rehovot, Israel, entre 1958 e 1959 com uma bolsa da Fundação Guggenheim. Anfinsen manteria uma ligação ao Instituto Weizmann por quase 35 anos, como membro do seu quadro de governadores.

### Década de 1960 e o Nobel de Química
Em 1959 publica o livro "The Molecular Basis of Evolution". Até 1962 amadurece a "hipótese termodinâmica" do enrolamento de proteínas, em que constata que uma proteína assume uma determinada conformação espacial por esta ser a mais termodinamicamente estável na célula, demonstrando isto com a ribonuclease: a enzima desnaturada por condições químicas extremas voltava à sua conformação natural (nativa) quando colocada em condições equivalentes às do ambiente intracelular. Regressou de forma breve a Harvard entre 1962 e 1963 como professor de Química Biológica, retornando posteriormente ao NIH, onde permaneceu até 1981. Durante este período, interessa-se pelo que denomina "engenharia molecular", modificando artificialmente proteínas e verificando o que acontece à sua actividade após essa modificação. 
Recebe entretanto o Nobel da Química de 1972, dividido com Stanford Moore e William H. Stein da Universidade Rockefeller. Em seu discurso de aceitação do Prêmio Nobel de 1972, Christian expôs uma visão: um dia seria possível, disse ele, prever a estrutura 3D de qualquer proteína apenas a partir de sua sequência de blocos de aminoácidos. Com centenas de milhares de proteínas apenas no corpo humano, tal avanço teria vastas aplicações, oferecendo insights sobre biologia básica e revelando novos alvos de drogas promissores.

### Final de carreira
Após recepção do prémio, começa a interessar-se pelo interferon e desenvolve um método de produção de grandes quantidades desta proteína, um trabalho com importantes consequências para a investigação biomédica e farmacêutica.
Anfinsen viajou para Israel em 1981 para tomar conta de uma empresa de investigação científica, a Taglit, formada pela Yeda, o braço comercial do Instituto Weizmann, e a empresa americana E. F. Hutton. No entanto, duas semanas depois a E. F. Hutton cessou o financiamento, e após um período de inactividade, Anfinser decide voltar aos Estados Unidos: escreve a amigos na Universidade Johns Hopkins e obtém pouco depois um lugar de professor em Biologia. Dedica o resto da sua vida à investigação sobre bactérias hipertermofílicas, especialmente sobre as possíveis aplicações práticas de proteínas destas bactérias, já que resistem a condições extremas de pressão e temperatura.

### Activismo político
Christian Anfinsen interessou-se por diversas causa políticas ao longo da sua vida. Participou no trabalho de organização que levou ao Tratado de Interdição Parcial de Ensaios Nucleares de 1963 e participou em demonstrações contra a guerra do Vietnam. Participou também numa vigília contra a resolução do Golfo de Tonkin. Apenas um mês após receber o prémio Nobel, juntou-se a outros cientistas pedindo a Richard Nixon que apoiasse uma maior comunicação científica entre os Estados Unidos e a União Soviética.
Ao tornar-se presidente da Comissão dos Direitos Humanos da Academia de Ciências dos Estados Unidos, Anfinsen tomou um papel mais activo na defesa de direitos de cientistas noutros países. Escreveu cartas a líderes de países (como Brasil, México ou União Soviética) que oprimiam e até prendiam cientistas considerados política ou intelectualmente perigosos. Viajou para a Argentina em 1981 com outros membros da comissão para defender doze cientistas do regime de Jorge Rafael Videla.
Em anos mais recentes, ponderou sobre os potenciais maus usos da Biotecnologia e Genética e criticou o Projecto do Genoma Humano como uma perda de tempo e recursos. Não era no entanto um crítico dos novos desenvolvimentos tecnológicos, desde que existisse ponderação sobre o seu uso.

## Realizações
Foi editor das publicações científicas Advances in Protein Chemistry e parte das comissões editoriais do Journal of Biological Chemistry e Proceedings of the National Academy of Sciences. É o autor do livro "The Molecular Basis of Evolution" (1959)
Diversos simpósios e distinções foram estabelecidos em honra a Christian Anfinsen: o Fogarty International Symposium sobre Contribuições da Química Biológica à Ciência Biomédica (1981), a National Institutes of Health/Israel Alumni Association Lectureship (Memorial Biennial Lecture) em Rehovot, Israel (1994), a Johns Hopkins University Lectureship em Baltimore, Maryland (1994) e a National Institutes of Health Anfinsen Lectureship (1994).
Entre as distinções recebidas, encontram-se:
- Hadassah Myrtle Leaf Award em 1969[2]
- Nobel de Química de 1972
- Doutoramento "honoris causa" (em Ciência) pela Universidade da Pensilvânia em 1973
- Doutoramento "honoris causa" (em Ciência) pela Gustavus Adolphus College em 1975
- Doutoramento "honoris causa" (em Ciência) pela Universidade Brandeis, em 1977
- Doutoramento "honoris causa" (em Ciência) pela Providence College, Rhode Island em 1978
- Medalha Fritz Lippmann para as Ciências da Vida em Paris, França, em 1979
- Medalha Centennial do Case Institute of Technology, em 1980
- Entrada na Pontifícia Academia das Ciências (Vaticano) em 1981
- Prémio NIH Scientist Emeritus, em 1981
- Doutoramento "honoris causa" (em Medicina) pela Universidade de Nápoles em 1982
- Doutoramento "honoris causa" (em Ciência) pela Yeshiva University, Nova Iorque em 1982
- Theobald Smith Lecture Award do Albany College of Medicine, Nova Iorque em 1984
- Medalha da Universidade Hebraica de Jerusalém em 1985
- Medalha da National Library of Medicine, Bethesda, Maryland em 1986
- Doutoramento "honoris causa" (em Ciência) pela Adelphi University, Nova Iorque em 1987
- Prémio Pioneer in Science da Universidade Bar-Ilan, Ramat Aviv, Israel em 1990
- Prémio Morris Brown College Research Symposium, Outstanding Nobelist em 1991
- Medalha Centennial Symposium da University of Texas Medical Branch, Galveston, Texas em 1991
- Protein Folding Symposium em honra a Christian Anfinsen, National Library of Medicine, Bethesda, Maryland em 1992
- Doutoramento "honoris causa" (em Ciência) pela Universidade de Las Palmas, Ilhas Canárias em 1993
- Medalha de Distinção de Serviço do Departamento de Saúde, Educação e Segurança Social dos Estados Unidos em 1994
- Medalha de Serviço Superior do Departamento de Saúde, Educação e Segurança Social dos Estados Unidos em 1994